# Txema Garcia
José Manuel García Luena (San Sebastián, Guipúzcoa, 4 de diciembre de 1974) es un futbolista andorrano de origen español que juega de defensor en el FC Encamp, que milita en la Primera División de Andorra. También ha jugado en la selección de Andorra.

## Estadísticas en la selección
Fue internacional con la Selección de Andorra en 71 ocasiones.
| Selección Andorrana | Selección Andorrana | Selección Andorrana |
| Año                 | Partidos            | Goles               |
| ------------------- | ------------------- | ------------------- |
| 1997                | 2                   | 0                   |
| 1998                | 8                   | 0                   |
| 1999                | 9                   | 0                   |
| 2000                | 8                   | 0                   |
| 2001                | 6                   | 0                   |
| 2002                | 5                   | 0                   |
| 2003                | 7                   | 0                   |
| 2004                | 7                   | 0                   |
| 2005                | 4                   | 0                   |
| 2006                | 4                   | 0                   |
| 2007                | 6                   | 0                   |
| 2008                | 4                   | 0                   |
| 2009                | 1                   | 0                   |
| Total               | 71                  | 0                   |